# Hipòtesi del bosc fosc
La hipòtesi del bosc fosc és la conjectura que moltes civilitzacions alienígenes existeixen a tot l'univers, però són silencioses i hostils, mantenint la seva indetectabilitat per por de ser destruïdes per una altra civilització hostil i no detectada. En aquest marc, es pressuposa que qualsevol civilització espacial veuria qualsevol altra vida intel·ligent com una amenaça inevitable, i així destruiria qualsevol vida naixent que es doni a conèixer. Com a resultat, l'⁣espectre electromagnètic seria relativament silenciós, sense evidència de cap vida extraterrestre intel·ligent, com en un "bosc fosc" ple de "caçadors armats que es mantindrien ocults entre els arbres com fantasmes".

## Rerefons
No hi ha proves fiables o reproduïbles que els extraterrestres hagin visitat o intentat contactar amb la Terra. No s'ha detectat ni observat cap transmissió ni evidència ferma de vida extraterrestre intel·ligent. Això va en contra del coneixement que l'⁣univers està ple d'un nombre molt gran de planetes, alguns dels quals probablement tenen condicions hospitalàries per a la vida. La vida normalment s'expandeix fins que omple tots els nínxols disponibles. Aquests fets contradictoris constitueixen la base de la paradoxa de Fermi, de la qual la hipòtesi del bosc fosc és una solució proposada.

## Relació amb altres solucions de la paradoxa de Fermi proposades
La hipòtesi del bosc fosc és diferent de la hipòtesi del berserker en què moltes civilitzacions alienígenes encara existirien si es mantinguessin en silenci. Es pot veure com un exemple especial de la hipòtesi de berserker, si les "sondes berserker mortals" només s'envien (a causa de l'escassetat de recursos) a sistemes estel·lars que mostren signes de vida intel·ligent.

## Teoria de jocs
La hipòtesi del bosc fosc és un cas especial del "joc d'informació seqüencial i incompleta" en teoria de jocs.
En teoria de jocs, un "joc d'informació seqüencial i incompleta" és aquell en el qual tots els jugadors actuen en seqüència, un darrere l'altre, i ningú és conscient de tota la informació disponible. En el cas d'aquest joc en particular, l'única condició de victòria és la supervivència continuada. Una limitació addicional en el cas especial del "bosc fosc" és l'escassetat de recursos vitals. El "bosc fosc" es pot considerar un joc de forma extensa amb cada "jugador" que posseeix les següents accions possibles: destruir una altra civilització coneguda pel jugador; difondre i alertar altres civilitzacions de la mateixa existència; o no fer res.

## Versions de ciència-ficció
La hipòtesi va ser descrita per l'astrònom i autor David Brin en el seu resum de 1983 dels arguments a favor i en contra de la paradoxa de Fermi, per a la qual aquesta hipòtesi és una solució potencial. El 1987, l'autor de ciència-ficció Greg Bear va explorar aquest concepte que va anomenar "jungla fosca" a la seva novel·la La forja de Déu. El terme "bosc fosc" va ser encunyat per a la idea l'any 2008 per l'autor de ciència-ficció Liu Cixin a la seva novel·la El bosc fosc.
A La forja de Déu, la humanitat s'assembla a un nadó que plora en un bosc hostil: "Hi havia una vegada un infant perdut al bosc, plorant amb el cor, preguntant-se per què ningú va respondre, abocant els llops". Un dels personatges explica: "Fa més d'un segle que estem asseguts al nostre arbre piulant com ocells estúpids, preguntant-nos per què no respon cap altre ocell. Els cels galàctics estan plens de falcons, per això. Planetismes que no saben prou per mantenir-se calmats, sent devorats".
A la novel·la de Liu Cixin, la hipòtesi del bosc fosc és introduïda pel personatge Ye Wenjie, mentre visita la tomba de la seva filla. Introdueix tres axiomes clau en un camp nou que descriu com a "sociologia còsmica":
1. "Suposem un gran nombre de civilitzacions distribuïdes per l'univers, per l'ordre del nombre d'estrelles observables. Moltes i moltes d'elles. Aquestes civilitzacions conformen el cos d'una societat còsmica. La sociologia còsmica és l'estudi de la naturalesa d'aquest súper. -la societat".[17] (basat en l'⁣equació de Drake)[15]
2. Suposem que la supervivència és la necessitat primària d'una civilització.
3. Suposem que les civilitzacions s'expandeixen contínuament al llarg del temps, però la matèria total de l'univers es manté constant.

L'única conclusió lògica de l'acceptació d'aquests axiomes, diu Ye, és que qualsevol vida intel·ligent a l'univers s'enfrontarà a tota altra vida en la lluita per la supervivència.